# Рибки гупи
„Рибки гупи“ (на английски: Bubble Guppies) е компютърно анимиран сериал, който е продуциран за Nickelodeon и е създаден от Джони Белт и Робърт Скъл. Сериалът е комбинация на жанровете комедиен скеч, образование и мюзикъл, и се разказва за подводните приключения на малките русалки Моли, Гил, Гоби, Дима, Уна, Нони и Золи. Премиерата на сериала е излъчена по Nickelodeon на 24 януари 2011 г., и е оригинално е излъчена за четири сезона до спирането му на 21 октомври 2016 г. Сериалът е продуциран чрез 3D софтуер.
Почти три години по-късно, след като е излъчен последният епизод, той е подновен за пети сезон на 4 юни 2019 г. в поръчка на 26 епизода. Петият сезон е излъчен премиерно на 27 септември 2019 г. На 19 февруари 2020 г., сериалът е подновен за шести сезон, който е излъчен премиерно на 19 октомври 2021 г. На 30 юни 2023 г. са излъчени последните два епизода от шести сезон, което с тях сериалът окончателно приключи.

## В България
В България сериалът е излъчен първо по Super7 с български войсоувър дублаж. В него участва Ивайло Велчев.
През 2013 г. се излъчва по Nickelodeon с нахсинхронен дублаж, записан в „Доли Медия Студио“. Екипът се състои от:
| Преводач            | Вилма Карталска                                                                                            |
| Озвучаващи артисти  | Татяна Етимова Симона Нанова Василка Сугарева Надежда Панайотова Мариета Петрова Петър Бонев Ева Данаилова |
| Тонрежисьори        | Цветелина Цветкова Ясен Пенчев Илиян Апостолов                                                             |
| Режисьор на дублажа | Йоанна Микова                                                                                              |
| Музикален режисьор  | Евгений Манев                                                                                              |

През 2020 г. се излъчва и по „Ник Джуниър“, този път с дублаж на „Про Филмс“. В него участват Антония Тасева, Юлия Лалова и други.